# فولکرت مئوو
فولکرت مئوو (آلمانی: Folkert Meeuw؛ زادهٔ ۱۱ نوامبر ۱۹۴۶) شناگر اهل آلمان است.
وی در مسابقات کشوری و بین‌المللی در مجموع برندهٔ ۳ مدال طلا، ۴ مدال نقره، ۲ مدال برنز شده‌است.